# 莱奥尼达斯·马基斯上尉镇
莱奥尼达斯·马基斯上尉镇是巴西巴拉那州的一个市镇。总面积275.748平方公里，总人口13929人，人口密度50.5人/平方公里。